# Vallières-les-Grandes
Vallières-les-Grandes is een gemeente in het Franse departement Loir-et-Cher in de regio Centre-Val de Loire. De gemeente telde 944 inwoners op 1 januari 2022.

## Geschiedenis
Vallières-les-Grandes maakte deel uit van het arrondissement Blois tot de gemeente op 1 januari 2017 werd overgeheveld naar het arrondissement Romorantin-Lanthenay.

## Geografie
De oppervlakte van Vallières-les-Grandes bedraagt 40,75 vierkante kilometer; Op 1 januari 2022 was de bevolkingsdichtheid 23,2 inwoners per km².

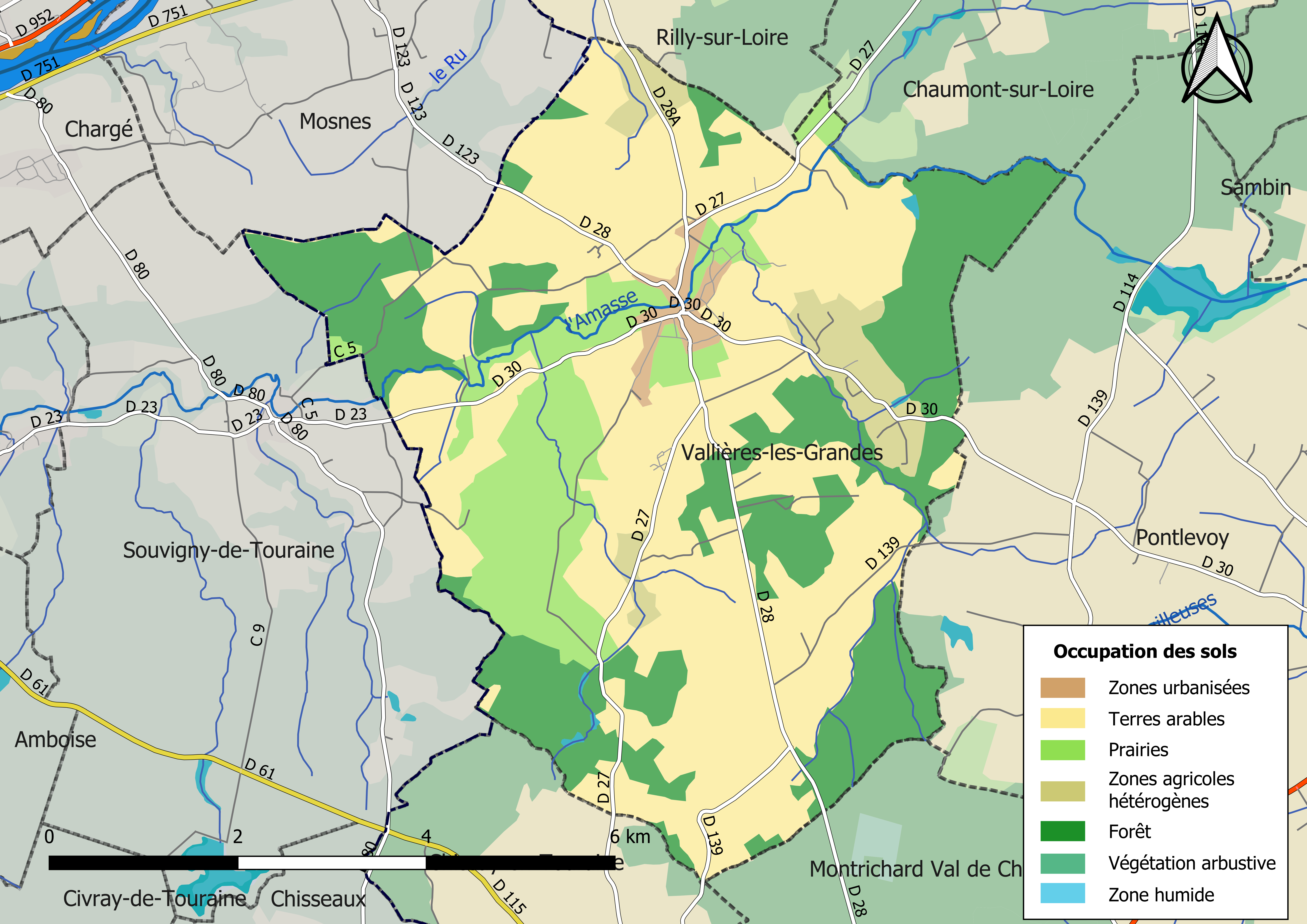
Kaart van de gemeente met de belangrijkste infrastructuur, bodemgebruik en omliggende gemeenten

## Demografie
Onderstaande figuur toont het verloop van het inwonertal.
Chissay-en-Touraine · Choussy · Le Controis-en-Sologne (deels: Contres en Thenay) · Couddes · Faverolles-sur-Cher · Fresnes · Monthou-sur-Cher · Montrichard Val de Cher · Oisly · Pontlevoy · Saint-Georges-sur-Cher · Saint-Julien-de-Chédon · Sassay · Vallières-les-Grandes